# Scabiosa
|  | Per a altres significats, vegeu «(1228) Scabiosa». |

Scabiosa és un gènere de plantes angiospermes de la família de les caprifoliàcies (Caprifoliaceae), són natives d'Europa, Àsia i Àfrica.

## Taxonomia
Aquest gènere va ser publicat per primer cop l'any 1753 a l'obra Species Plantarum de Carl von Linné (1707-1778).

### Espècies
Dins del gènere Scabiosa es reconeixen les 67 espècies següents:
- Scabiosa adzharica Schchian
- Scabiosa africana L.
- Scabiosa albanensis R.A.Dyer
- Scabiosa amoena J.Jacq.
- Scabiosa andryalifolia (Pau) Devesa
- Scabiosa angustiloba (Sond.) B.L.Burtt ex Hutch.
- Scabiosa arenaria Forssk.
- Scabiosa atropurpurea L. — vídues
- Scabiosa austroafricana Heine
- Scabiosa balcanica (Velen.) Velen.
- Scabiosa bipinnata K.Koch
- Scabiosa buekiana Eckl. & Zeyh.
- Scabiosa canescens Waldst. & Kit.
- Scabiosa cartenniana A.Pons & Quézel
- Scabiosa cephalarioides Lojac.
- Scabiosa cinerea Lapeyr. ex Lam.
- Scabiosa colchica Steven
- Scabiosa columbaria L.
- Scabiosa comosa Fisch. ex Roem. & Schult.
- Scabiosa correvoniana Sommier & Levier
- Scabiosa corsica (Litard.) Gamisans
- Scabiosa crinita Kotschy & Boiss.
- Scabiosa daucoides Desf.
- Scabiosa delminiana Abadžić
- Scabiosa drakensbergensis B.L.Burtt
- Scabiosa eremophila Boiss.
- Scabiosa farinosa Coss.
- Scabiosa fumarioides Vis. & Pančić
- Scabiosa galianoi Devesa, Ortega Oliv. & J.López
- Scabiosa holosericea Bertol.
- Scabiosa hyrcanica Steven
- Scabiosa imeretica (Sommier & Levier) Sulak.
- Scabiosa incisa Mill.
- Scabiosa ispartaca Yıld.
- Scabiosa japonica Miq.
- Scabiosa jezoensis Nakai
- Scabiosa lacerifolia Hayata
- Scabiosa lachnophylla Kitag.
- Scabiosa libyca Alavi
- Scabiosa lucida Vill.
- Scabiosa mollissima Viv.
- Scabiosa nitens Roem. & Schult.
- Scabiosa ochroleuca L.
- Scabiosa owerinii Boiss.
- Scabiosa paphlagonica Bornm.
- Scabiosa parielii Maire
- Scabiosa parviflora Desf.
- Scabiosa praemontana Privalova
- Scabiosa pyrenaica All.
- Scabiosa semipapposa Salzm. ex DC.
- Scabiosa silenifolia Waldst. & Kit.
- Scabiosa sirnakia Yıld.
- Scabiosa sivrihisarica Yıld.
- Scabiosa solymica (Parolly, Eren & Nordt) Göktürk
- Scabiosa sosnowskyi Sulak.
- Scabiosa taygetea Boiss. & Heldr.
- Scabiosa tenuis Spruner ex Boiss.
- Scabiosa thysdrusiana Le Houér.
- Scabiosa transvaalensis S.Moore
- Scabiosa triandra L.
- Scabiosa triniifolia Friv.
- Scabiosa turolensis Pau
- Scabiosa tuzluca Yıld.
- Scabiosa tysonii L.Bolus
- Scabiosa velenovskiana Bobrov
- Scabiosa vestina Facchini ex W.D.J.Koch
- Scabiosa webbiana D.Don

- Scabiosa vestina